# Краснополье (Смоленская область)
Краснополье — деревня в Шумячском районе Смоленской области России. Входит в состав Понятовского сельского поселения. Население — 147 жителей (2007 год). 
Расположена в юго-западной части области в 14 км к юго-востоку от Шумячей, в 12 км южнее автодороги А101 Москва — Варшава («Старая Польская» или «Варшавка»), на берегу реки Ипуть. В 7 км северо-западнее деревни расположена железнодорожная станция Понятовка на линии Рославль — Кричев. 

## История
В годы Великой Отечественной войны деревня была оккупирована гитлеровскими войсками в августе 1941 года, освобождена в сентябре 1943 года.